# Laucourt
Laucourt – miejscowość i gmina we Francji, w regionie Hauts-de-France, w departamencie Somma.
Według danych na rok 1990 gminę zamieszkiwało 190 osób, a gęstość zaludnienia wynosiła 30 osób/km² (wśród 2293 gmin Pikardii Laucourt plasuje się na 807. miejscu pod względem liczby ludności, natomiast pod względem powierzchni na miejscu 751.).